# چوکارووو
چوکارووو (به بلغاری: Chukarovo) یک منطقهٔ مسکونی در بلغارستان است که در توپولوفگراد واقع شده‌است.